# اوژن پارلیه
اوژن پارلیه (فرانسوی: Eugène Parlier‎; ۱۳ فوریهٔ ۱۹۲۹ – ۳۰ اکتبر ۲۰۱۷) بازیکن فوتبال اهل سوئیس بود.
از باشگاه‌هایی که در آن بازی کرده‌است می‌توان به باشگاه فوتبال سروت ۱۸۹۰ اشاره کرد.
وی همچنین در تیم ملی فوتبال سوئیس بازی کرده‌است.